# Nicolas Blies i Stéphane Hueber-Blies
Nicolas Blies, nascut el 26 de setembre de 1981 a Mulhouse (França), i Stéphane Hueber-Blies, nascut el 18 d'agost de 1976 a Mulhouse (França), també anomenat els germans Blies, són dos cineastes, productors i artistes francesos que creen les seves obres junts. Són coneguts per escriure i dirigir el llargmetratge Zero Impunity que estava en competició oficial de llargmetratges al Festival Internacional de Cinema d'Animació d'Annecy el 2019.

## Biografia
El 2013, van conceptualitzar el documental musical transmèdia Soundhunters en coproducció amb el canal de televisió franco-alemany ARTE. Soundhunters es va imaginar per transformar el món en un instrument musical infinit. És la primera part de la col·lecció "Viure el món poèticament". El transmèdia s'estrena el 2015 en col·laboració amb molts artistes internacionals com Jean-Michel Jarre, Simonne Jones o Blixa Bargeld. El projecte és seleccionat per al Prix Europa de Berlín i a SXSW. El 2016, els germans Blies van ser convidats a presentar el seu treball al Lincoln Center durant el Festival de Cinema de Nova York. El projecte es col·loca l'any 2016 sota l'alt patrocini de la UNESCO.
El 2019, van escriure i dirigir el seu primer llargmetratge Zero Impunity. El llargmetratge documental barreja animació i metratge real. La pel·lícula es va estrenar mundialment el març de 2019 al Festival Internacional de Cinema de Tessalònica (Grècia) abans d'estar en competició oficial al Festival Internacional de Cinema d'Animació d'Annecy (França) i després el Festival Internacional de Cinema de Palm Springs  o al [[[Festival Internacional de Cinema de Moscou]]. Jordan Mintzer de The Hollywood Reporter va donar al documental una revisió majoritàriament favorable per cridar l'atenció sobre la indiferència generalitzada cap a l'agressió sexual i l'abús sexual tant per part d'organitzacions terroristes com d'organitzacions governamentals sancionades com les Forces Armades dels Estats Units i les forces de pau de les Nacions Unides. Tanmateix, Mintzer va criticar la pel·lícula per intentar cobrir massa històries separades en el seu temps d'execució, i per confiar en "una estètica de mà pesada […] per fer un punt que no calia subratllar tant". Allen Hunter de ScreenDaily va elogiar la pel·lícula per donar veu a les víctimes d'agressions sexuals i per cridar l'atenció sobre la qüestió internacional de la violència sexual en temps de guerra.Cineuropa va dir que el geni de Zero Impunity rau en el seu vals entre els plans de la vida real i l'animació. L'any 2021, la pel·lícula està nominada al millor preu documental als Trophées Francophones du Cinéma.
La pel·lícula és la peça central d'un projecte internacional d'impacte social transmèdia que denuncia la impunitat de la violència sexual en temps de guerra. El projecte transmèdia es construeix com un "mitjà actiu que promou l'alliberament de la paraula i així lluitar contra la impunitat". El mitjà Zero Impunity, recolzat per més de 400.000 ciutadans arreu del món, es va posar en marxa amb la publicació de la primera investigació L'ADN de Sangaris a Médiapart (França), Internazionale (Itàlia), InfoLibre (Espanya), Le Desk (Marroc), Inkyfada (Tunísia), Correctiv (Alemanya), Le Jeudi i Tageblatt (Luxemburg). El transmèdia va guanyar el FIPA d'Or 2017 i va ser seleccionat per a la Visa d'Or de l'information France TV.
L'any 2024, seguint la seva recerca plàstica en el camp de la hibridació de formes, els germans Blies van estrenar la instal·lació d'art digital Ceci est mon coeur, sobre la reconciliació d'un nen amb el seu cos, barrejant video-mapping i roba connectada. Després de Zero Impunity, aquí de nou hibriden animació i acció en directe. Per primera vegada, també utilitzen una tècnica semblant a la "Paraula parlada". L'estrena mundial de Ceci est mon coeur té lloc durant la 81a Mostra Internacional de Cinema de Venècia.
Els germans Blies van decidir continuar la seva recerca sobre la paraula parlada i la hibridació visual en el desenvolupament del seu primer llargmetratge Maman Sopra.

## Compromisos polítics
El març de 2022, a l'inici de la invasió d'Ucraïna per part de la Federació Russa, els germans Blies es van pronunciar a favor d'un boicot cultural als artistes russos.

## Jurat
El 2020, els germans Blies són membres de la secció del jurat de llargmetratges "Contrechamp" del 44è Festival Internacional de Cinema d'Animació d'Annecy. El mateix any, els germans Blies són convidats pel Festival de Cinema d'Annecy a donar la seva visió del cinema d'animació a la secció "Lliçons de cinema".
L'any 2018, Nicolas Blies és membre de la secció del jurat "Documental Nacional" i Stéphane Hueber-Blies membre i president de la secció "Premi a la Innovació" al 31è Festival Internacional de Producció Audiovisual de Biarritz (FIPA).

## Premis
- Festival Internacional de Producció Audiovisual de Biarritz 2017 (FIPA d'OR a la Millor Obra Digital) per Zero Impunity
- 2019 Porto Vecchio Political Film Festival (Premi del públic al millor documental polític) per Zero Impunity
- Festival Internacional de Cinema d'Animació de Bucarest 2020 (Premi al Millor Llargmetratge) per Zero Impunity[12]
- Festival Internacional de Producció Audiovisual de Biarritz 2015 (FIPA d'OR a la millor obra digital) per Soundhunters
- Festival de cinema de Sichuan 2015 (Gran premi Golden Panda i experiència d'usuari més innovadora de Golden Panda) per Soundhunters
- 2015 Le Mois du Webdoc (Premi Internacional Courrier) per Soundhunters

## Nominacions
- Festival Internacional de Cinema de Venècia 2024 (Millor obra immersiva) per Ceci est mon coeur
- Festival Internacional de Cinema s Guadalajara 2020 (Premi a la millor pel·lícula d'animació) per Zero Impunity'[13]
- 2019 Mostra Internacional de Cinema de São Paulo (Concurs de nous directors) per Zero Impunity
- Festival Internacional de Cinema d'Animació d'Annecy 2019 (Premi al millor llargmetratge Contrechamp) per Zero Impunity[14]
- Festival Internacional de Cinema de Tessalònica 2019 (Premi Amnistia Internacional) per Impunitat Zero
- 2015 Prix Europa (Premi Millor Treball Digital) per Soundhunters
- 2015 Visa de l'Information France TV (Premi a la millor obra digital) per Zero Impunity

## Conferències
- 2023 " Documentary : subject, impact and cinema" invitats per ACID Festival Internacional de Cinema de Canes
- 2022 " Voices from the frontline " invitats per Internazionale a Ferrara (Itàlia)
- 2019 " Existing in the media noise " amb Edwy Plenel (Mediapart) i Oleksandra Matviitchuk (Premi Nobel de la Pau)
- 2018 "Dance, art and trauma" invitats per Dorothée Munyaneza durant la seva estada a Villa Medici a Roma
- 2018 "Sexual Violence in Wartime" convidat per la Universitat d'Angers i el doctor Denis Mukwege (Premi Nobel de la Pau)
- 2015 " Les chasseurs de sons " amb Jean-Michel Jarre al Gaité Lyrique Paris